# بنيامين بن إليعازر
بنيامين بن إليعازر (بالعبرية: בנימין פואד בן אליעזר) (مواليد 12 فبراير 1936 في البصرة - 28 أغسطس 2016)، هو سياسي وجنرال إسرائيلي. كان عضو الكنيست الإسرائيلي خلال الفترة (1984 - 2014). وشغل منصب وزير الصناعة والتجارة والأيدي العاملة في الحكومة الإسرائيلية، كان قائداً لوحدة شكيد العسكرية إبان حرب 1967. شغل مناصب وزير الدفاع وزير الاتصالات وكذلك وزير البنى الأساسية.

## حياته ومسيرته
نزح مع أهله إلى إسرائيل عام 1950م بعد تهجير اليهود العراقيين إلى فلسطين.
خَدمَ في قوات الدفاع الإسرائيليةِ كضابط مهنةِ، كان قائداً لوحدة شكيد العسكرية إبان حرب 1967ووحرب يوم الغفران (1973).
يشغل منصب وزير الصناعة والتجارة والأيدي العاملة في الحكومة الإسرائيلية، وشغل مناصب وزير الدفاع ووزير الاتصالات وكذلك وزير البنى الأساسية.
برز اسم بنيامين (فؤاد) بن إليعازر بقوة على مسرح الأحداث بعد فوز رئيس الوزراء الإسرائيلي أرييل شارون في فبراير/شباط 2001 حيث تولى وزارة الدفاع.
وذكرت صحيفة «هاآرتس» أن تدهورًا خطيرًا طرأ على حالته الصحية وأنه يعانى من ارتفاع في درجة الحرارة وصعوبة في التنفس، وأشارت إلى أنه عولج بالمضادات الحيوية ولكنها لم تجد نفعا مما استدعى نقله إلى جهاز التنفس، ولفتت إلى أنه يخشى على حياته حيث وضع تحت جهاز الموت البطئ بسبب عدم استجابة المضادات الحيوية التي يتم إعطاؤه إياها منذ ما يزيد على أسبوعين.

## روابط خارجية
- بنيامين بن إليعازر على موقع مونزينجر (الألمانية)